# Rhegmoclemina divergens
Rhegmoclemina divergens är en tvåvingeart som beskrevs av Cook 1965. Rhegmoclemina divergens ingår i släktet Rhegmoclemina och familjen dyngmyggor. Inga underarter finns listade i Catalogue of Life.